# میان‌ربایندگان
میان‌ربایندگان (نام علمی: Centrophoridae) نام یک تیره از راسته خاردارکوسه‌سانان است.